# Dwór w Jakubowie
Dwór w Jakubowie – zabytkowy dwór w miejscowości Jakubów (powiat polkowicki), w Polsce, w województwie dolnośląskim, w gminie Radwanice, w pobliżu Głogowa.
Obiekt  wybudowany w XVIII w.